# Сандстон (Минесота)
Сандстон (енгл. Sandstone) град је у америчкој савезној држави Минесота.

## Демографија
По попису из 2010. године број становника је 2.849, што је 1.3 (83,9%) становника више него 2000. године.
| Група             | 2000.         | 2010.         |
| Белци             | 1.455 (93,9%) | 1.863 (65,4%) |
| Афроамериканци    | 6 (0,4%)      | 443 (15,5%)   |
| Азијати           | 5 (0,3%)      | 18 (0,6%)     |
| Хиспаноамериканци | 22 (1,4%)     | 314 (11,0%)   |
| Укупно            | 1.549         | 2.849         |